# Ananda Devi
Ananda Devi (Trois-Boutiques, 23 marzo 1957) è una scrittrice mauriziana.

## Biografia e carriera
Di ascendenze creole e indiane, cresce in un contesto multiculturale e multilingue (inglese, francese, telugu).
A quindici anni partecipa con un suo racconto a un concorso indetto da Radio France Internationale, vincendolo. Nel 1977 ha pubblicato la sua prima raccolta di racconti, Solstices. Si è poi laureata in Antropologia sociale presso la School of Oriental and African Studies dell'Università di Londra.
Dopo aver vissuto per anni a Brazzaville, nella Repubblica del Congo, Devi si è stabilita a Ferney-Voltaire nel 1989, anno di uscita del suo primo romanzo, Rue la poudrière. Seguono altri romanzi, fra cui, nel 2000, Moi, l'interdite, che ha ottenuto il Prix Radio France du Livre de l'Océan Indien.
Il suo lavoro di maggior successo, Eve de ses décombres (Eva dalle sue rovine, 2006), è stato tradotto in numerose lingue (fra cui l'italiano), ha vinto il Prix des cinq continents de la Francophonie, il Prix RFO du livre e il Prix Télévision Suisse Romande, ed è stato adattato per il cinema da Sharvan e Harrikrisna Anenden (registi mauriziani, rispettivamente figlio e marito dell'autrice). Nel 2007, Devi ha ricevuto il Certificat d'Honneur Maurice Cagnon du Conseil International d'Études Francophones.
Nel 2010 è stata nominata Chevalier des Arts et des Lettres dal governo francese.
Nel 2023 ha vinto il Neustadt International Prize for Literature.
In Italia, le sue opere sono in corso di traduzione nel catalogo di Utopia.

## Opere[1]
- Solstices (racconti, 1977)
- Le poids des êtres (racconti, 1987)
- Rue la Poudrière, (romanzo, 1989)
- Le Voile de Draupadi (romanzo, 1993): Il velo di Draupadi, traduzione di Maurizio Ferrara, Edizioni Lavoro, 2004.
- La fin des pierres et des âges (racconti, 1993)
- L'Arbre-fouet (romanzo, 1997)
- Moi, L'Interdite (romanzo, 2000)
- Pagli (romanzo, 2001)
- Soupir (romanzo, 2002)
- La Vie de Joséphin le fou (romanzo, 2003)
- Le Long Désir (silloge poetica, 2003)
- Ève de ses décombres (romanzo, 2006), traduzione italiana: Eva dalle sue rovine, Utopia Editore, Milano, 2021 - ISBN 9791280084095 (trad. Giuseppe Giovanni Allegri).
- Indian Tango (romanzo, 2007)
- Le sari vert (romanzo, 2009), traduzione italiana: Il sari verde, Utopia Editore, Milano, 2025 (trad. Giuseppe Giovanni Allegri).
- Quand la nuit consent à me parler (silloge poetica, 2011)
- Les hommes qui me parlent (romanzo, 2011)
- Les Jours vivants (romanzo, 2013)
- L'ambassadeur triste (racconti, 2015)
- Ceux du large (silloge poetica, 2017)
- L'illusion poétique (racconti, 2017)
- Manger l'autre (romanzo, 2018)
- Danser sur tes Braises suivi de Six décennies (silloge poetica, 2020)
- Fardo (2020)
- Le rire des déesses, Grasset, (2021)
- Deux malles et une marmite Grasset, (2022)